# Санталовые
Санта́ловые (лат. Santalaceae) — семейство двудольных растений порядка Санталоцветные. Это — травы, полукустарники, изредка деревья; большинство их — зелёные паразиты, присасывающиеся к ветвям деревьев (таковы Henslowia, Myzodendron) или к корням различных, большей частью однодольных растений (таковы Thesium, Osyris, Santalum). Стебли у них голые, ветвистые, листья попеременные, супротивные, без прилистников, большей частью сидячие, цельные и цельнокрайные, часто узкие и у большинства низведённые до мелких чешуек. Цветки мелкие, незаметные, большей частью зелёные или желто-зелёные, обоеполые (у Thesium, Santalum и у др.) или вследствие недоразвития однополые (у Anthoholus, Osyris, Thesium и у др.), правильные, собранные в кисти, колосья, головки. Кроющий лист прирастает к цветоножке и вместе с прицветниками образует покрывало (у Thesium). Околоцветник простой, чашечковидный или венчиковидный, состоящий из 4—5 — (3—6) более или менее сросшихся долей; тычинок столько же, сколько долей околоцветника; пестик один, состоящий из 2—3—4—6 плодолистиков; завязь нижняя, одногнёздая. Плод — орех или костянка; семя белковое. Всех видов санталовых насчитывается около 1000 (45 родов), распространённых в умеренном и теплом климате по всей земле; в Европе встречаются виды Thesium (в России 5 видов), Comandra elegans (в Венгрии), Osyris alba (на юге Европы). К этому семейству принадлежит Santalum — дерево, дающее сандал.

## Роды
| - Acanthosyris - Amphorogyne - Antholobus - Arceuthobium — Арцеутобиум - Arjona - Austroamericium - Buckleya - Cervantesia - Choretrum - Cladomyza - Colpoon - Comandra - Daenikera - Dendromyza - Dendrophthora | - Dendrotrophe - Dufrenoya - Elaphanthera - Exocarpos - Geocaulon - Ginalloa - Jodina - Korthalsella - Kunkeliella - Leptomeria - Mida - Myoschilos - Nanodea - Nestronia - Notothixos | - Okoubaka - Omphacomeria - Osyridocarpos - Osyris - Phacellaria - Phoradendron - Pyrularia - Quinchamalium - Rhoiacarpos - Santalum — Сантал - Scleropyrum - Spirogardnera - Thesidium - Thesium — Ленец - Viscum — Омела |